# Rhytidochrota risaraldae
Rhytidochrota risaraldae är en insektsart som beskrevs av Marius Descamps och Christiane Amédégnato 1973. Rhytidochrota risaraldae ingår i släktet Rhytidochrota och familjen gräshoppor. Inga underarter finns listade i Catalogue of Life.